# Банановый пудинг (Вьетнам)
Bánh chuối (буквально «банановый пирог») — сладкий банановый пирог или хлебный пудинг из Вьетнама . Хотя его точные ингредиенты могут различаться, его обычно готовят из спелых бананов или плантанов, рисовой муки, кокосового молока, сахара, белого хлеба, тертого молодого кокоса, сгущенного молока, сливочного масла, яиц и экстракта ванили. В готовом блюде приготовленный банан часто имеет пурпурно-красный цвет.
Есть две основные разновидности бананового пудинга:
- Bánh chuối nướng (буквально «запеченный банановый пирог») — эту разновидность бананового пудинга готовят путем запекания в духовке, что придает ему золотисто-коричневый цвет и хрустящую корочку[1].
- Bánh chuối hấp (буквально «банановый пирог на пару») — как следует из названия, он готовится на пару, а не запекается, поэтому не имеет хрустящей корочки. По составу похож на запечённую версию, но обычно дополнительно содержит рисовый крахмал.

Существует и другие разновидности бананового пудинга, такие как:
- Bánh chuối chiên, который подаётся с оладьями из клейкого риса[2].
- Bánh chuối khoai, в состав которого входят ломтики батата[3].

## Примечание
1. ↑  Diana My Tran, Steve Raymer Banh chuoi page 106 The Vietnamese Cookbook Capital Books, 2003 ISBN 1-931868-38-7, ISBN 978-1-931868-38-9, 120 pages
2. ↑  Vatcharin Bhumichitr, Christine (PHT) Hanscomb, Michael (PHT) Freeman Banh Chuoi Vatch's Southeast Asian Cookbook page 130 Macmillan, 2000
ISBN 0-312-25431-8, ISBN 978-0-312-25431-5, 192 pages
3. ↑  Jan Dodd, Mark Lewis, Ron Emmons The Rough Guide to Vietnam Rough Guides 2003 page 49 ISBN 1-84353-095-3, ISBN 978-1-84353-095-4, 590 pages